# Le Père Peinard
Le Père Peinard war eine anarchistische Wochenzeitschrift, die von Émile Pouget gegründet wurde und von 1889 bis 1900 erschien.

## Geschichte
Der Untertitel der in Paris veröffentlichten Zeitschrift war ab Nummer 21 Réflecs hebdomadaires d'un gniaff (deutsch etwa: Wochengedanken eines Flickschusters). Sie änderte damit ihren Ton in eine populistische, volksnahe Sprache und führte vor allem verbale Angriffe gegen das herrschende politische und ökonomische System der Epoche. Die Themen variierten um Direkte Aktion, Antimilitarismus, Antiklerikalismus, Kritik an Unterdrückung, der „Bourgeoisie“ und den „Ausbeutern“.
Le Père Peinard wurde oft wegen seiner Aufrufe zur direkten Aktion gerichtlich verfolgt und seine Geschäftsführer mussten regelmäßig Geld- und Haftstrafen in Kauf nehmen, was das Erscheinen der Zeitschrift aber nicht verhinderte.
1893 wurden die lois scélérates erlassen, die darauf zielten, jede anarchistische Agitation zu verbieten. Le Père Peinard wurde damit besonders gemeint. Die letzte Nummer der ersten Serie erschien am 21. Februar 1894.
Pouget floh nach London, wo eine Serie von acht Ausgaben zwischen 1894 und 1895 erschien. Pouget zahlte seine Bußen und konnte in diesem Jahr nach Frankreich zurückkehren, wo er seine Zeitung unter dem neuen Titel La Sociale neu lancierte und ihr im Oktober 1896 den Originaltitel zurückgab. Die letzte Nummer der zweiten Serie erschien am 1. Mai 1899. Es erschien von Januar bis April 1900 eine dritte Serie, 1902 erschien noch ein Plakat des Père Peinard gegen die Wahlpolitik.
Erst 1976 wurden die Texte des Père Peinard neu aufgelegt.

## Galerie

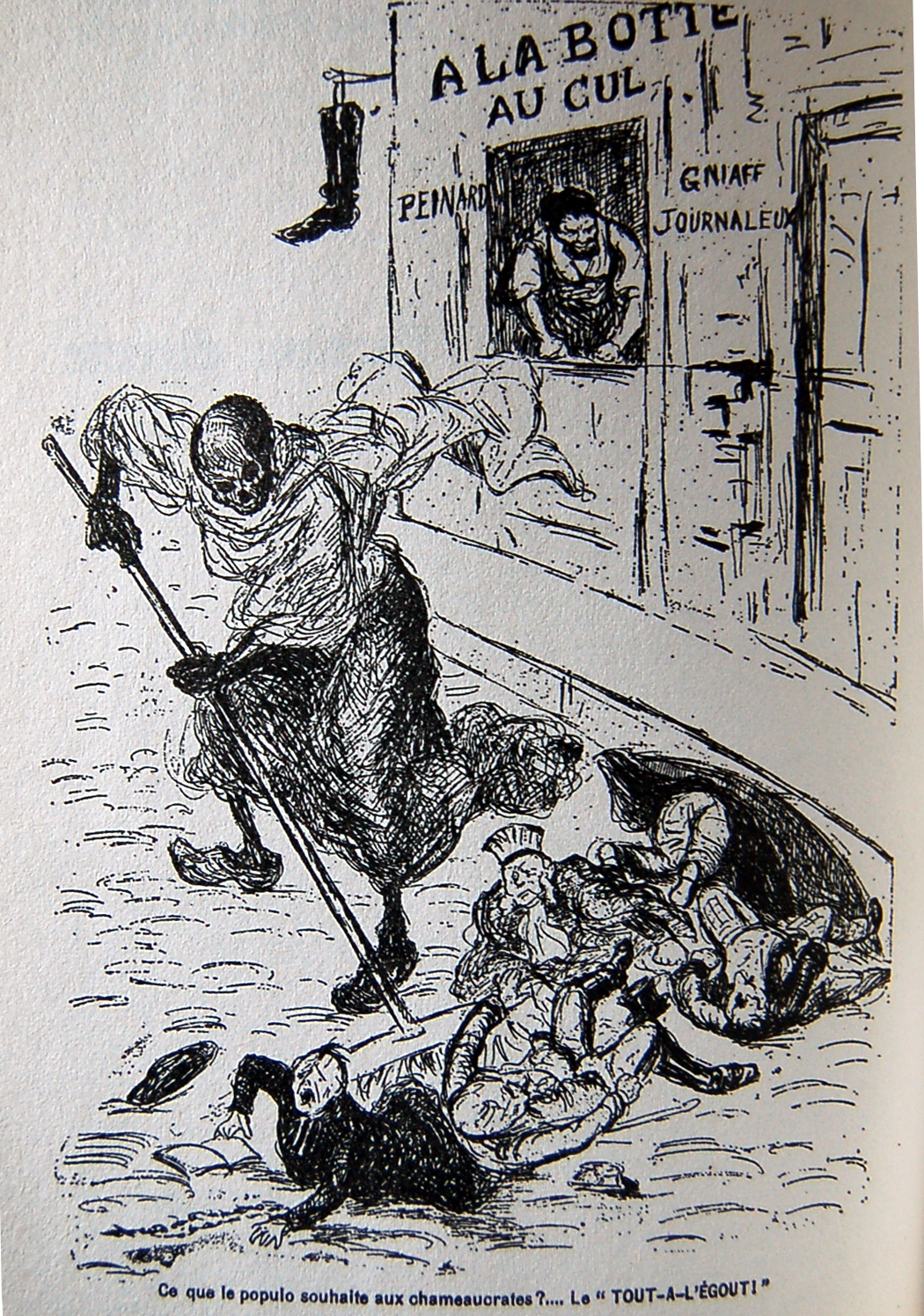
„Was wünscht die Bevölkerung den Kamelokraten? Alle in den Gulli!“
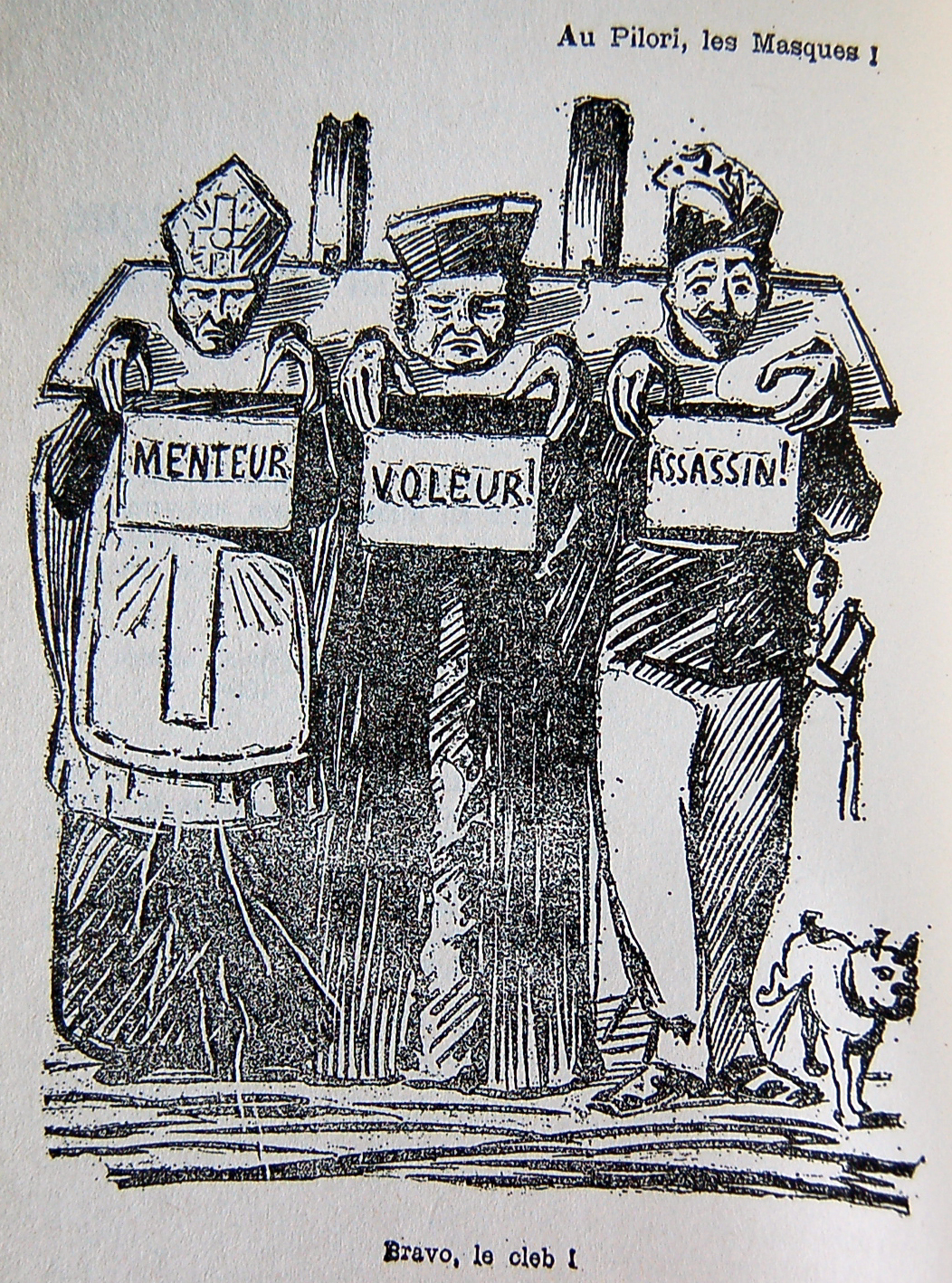
„An den Pranger, ihr Masken!“
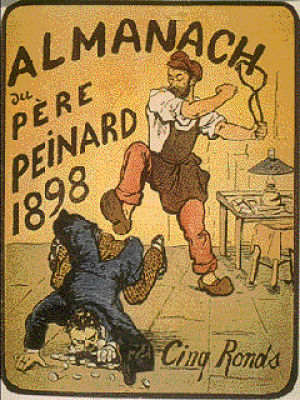
„Almanach de 1898“

### Scans
Ausgaben im Digitalisierungsprojekt Gallica
- Almanach du Père Peinard, Paris,  1894
- Almanach du Père Peinard, Paris,  1896
- Almanach du Père Peinard, Paris,  1897
- Almanach du Père Peinard, Paris,  1898